# Meike Freitag
Meike Freitag (Francoforte sul Meno, 7 febbraio 1979) è un'ex nuotatrice tedesca.

## Carriera
In carriera vinse tre medaglie olimpiche (un argento e due bronzi) partecipando, solo in batteria, alla 4x100m e 4x200m stile libero alle Olimpiadi di Atlanta e Sydney.

## Palmarès
- Olimpiadi

Atlanta 1996: argento nella 4x200m sl e bronzo nella 4x100m sl.
Sydney 2000: bronzo nella 4x200m sl.
- Mondiali

Fukuoka 2001: argento nella 4x200m sl.
Melbourne 2007: argento nella 4x200m sl.